# Menhir Bába
Le menhir Bába est un mégalithe situé près de la commune de Český Krumlov, en République tchèque.

## Situation
Le menhir se situe à environ huit kilomètres au sud-ouest du bourg (městys) de Křemže, à une dizaine de kilomètres au nord-nord-ouest de Český Krumlov ; il se dresse dans une zone boisée de la montagne Kleť, dans le sud de la Bohême.

## Description
La pierre mesure environ 1,60 m de hauteur.
Son nom, Bába (ou Baba), fait référence à Baba Yaga (en tchèque : Baba Jaga), une figure de la mythologie slave.